# Hradec nad Moravicí
Hradec nad Moravicí là một thị trấn thuộc huyện Opava, vùng Moravskoslezský, Cộng hòa Séc.